# ダニエル・カルフーン・ローパー

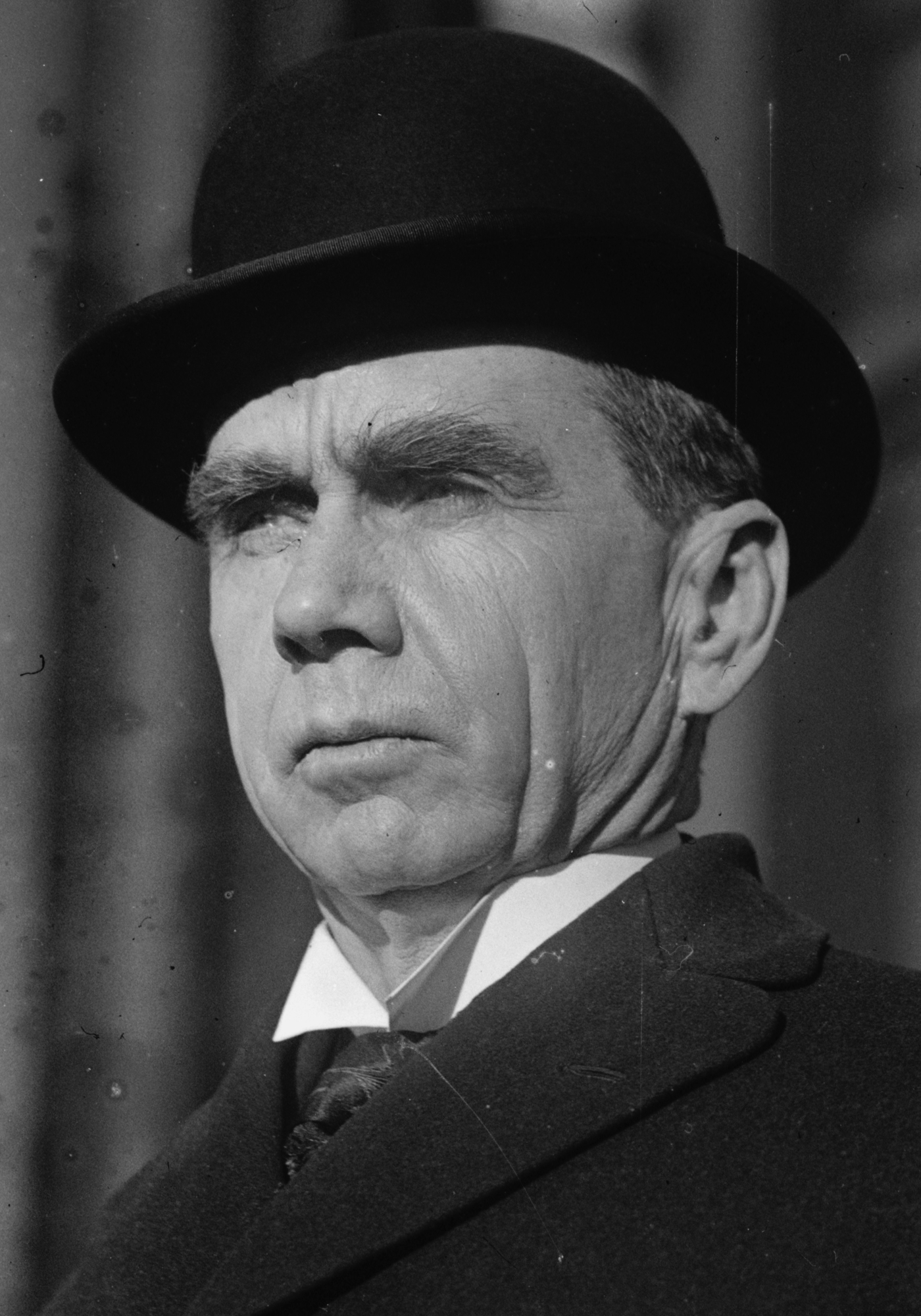
ダニエル・カルフーン・ローパー

ダニエル・カルフーン・ローパー（Daniel Calhoun Roper, 1867年4月1日 - 1943年4月11日）は、アメリカ合衆国の政治家、外交官。フランクリン・ルーズベルト政権で第7代商務長官を務めた。

## 生涯
1867年4月1日、ダニエル・カルフーン・ローパーはサウスカロライナ州マルボロ郡において誕生した。ローパーは1888年にデューク大学を卒業し、1901年にナショナル大学法科大学院を修了した。
ローパーは1892年から1894年までサウスカロライナ州下院議員を務めた。ローパーは1893年から1897年まで連邦上院州際通商委員会の事務官を務めた。ローパーは1900年から1910年まで国勢調査局で勤務し、1911年から1913年までは連邦下院歳入委員会で事務官を務めた。
ローパーは1913年から1916年まで第一郵政次官補を務めた。ローパーは1916年の大統領選挙でウッドロウ・ウィルソンを支持し、選挙運動長を務めた。ローパーは1917年に関税委員会委員長を務めた。ローパーは1917年から1920年まで内国歳入庁長官を務めた。ローパーは1933年から1938年まで商務長官を務めた。ローパーは1939年に駐カナダ公使を務めた。
1939年5月17日、ローパーはケベックのシタデルにおいて信任状を奉呈した。信任状は国家元首であるカナダ国王に対して奉呈されるが、カナダ国王はイギリス国王が兼ねていたため、通常は国王の代理であるカナダ総督に対して信任状が奉呈される。しかしながらこの当時、国王ジョージ6世がカナダを訪問中であったため、ローパーはジョージ6世に対して直接信任状を奉呈した。カナダ国王がカナダの地においてカナダ国王としての公務を執り行ったのは、これが最初であった。
1941年、ローパーは「公職50年」と題した自叙伝を出版した。1943年4月11日、ローパーはワシントンD.C.で死去した。ローパーの遺体はワシントンD.C.のロッククリーク墓地に埋葬された。

## 家族
ダニエル・カルフーン・ローパーの父親はイングランドから移民の子孫ジョン・ウェズリー・ローパー (John Wesley Roper, 1830-1894) であり、南北戦争では南軍ノースカロライナ第18歩兵連隊A中隊「スコッチ・ボーイズ」で中尉を務めた。母親はスコットランドからの移民の子孫ヘンリエッタ・ヴァージニア・マクラウリン (Henrietta Virginia McLaurin, 1840-1869) であった。
1889年12月25日、ローパーはノースカロライナ州リッチモンドにおいて、スコットランドからの移民の子孫ローレナ・マッケンジー (Lourena McKenzie) と結婚した。ローパーはローレナとの間に5男2女をもうけた。
1. マーガレット・メイ・ローパー (Margaret May Roper)
2. グレイス・ヘンリエッタ・ローパー (Grace Henrietta Roper)
3. ジェイムズ・ハンター・ローパー (James Hunter Roper)
4. ダニエル・カルフーン・ローパー (Daniel Calhoun Roper)
5. ジョン・ウェズリー・ローパー (John Wesley Roper)
6. ハリー・マッケンジー・ローパー (Harry McKenzie Roper)
7. リチャード・フレデリック・ローパー (Richard Frederick Roper)